# Бряндино (станция)
Бряндино — железнодорожная станция Волго-Камского региона Куйбышевской железной дороги. Расположена в селе Станция Бряндино Чердаклинского района Ульяновской области. Находится на участке с тепловозной тягой ж-д линии «Инза — Чишмы». Начало эксплуатации — 1902 год.

## История
До постройки станции здесь была проложена Мелекесская железнодорожная дорога (с 1907 года —  Волго-Бугульминская железная дорога) от станции Часовня-Пристань (у слободы Канава) до станции Мелекесс, а с 1 ноября 1900 года от платформы «Часовня-Пристань» до Мелекесса стал ходить товарный поезд. В 1902 году открылась станция «Бряндино». Рядом со станцией вырос отдельное поселение, в которое входило: ст. «Бряндино» и три железнодорожные будки, в тридцати четырёх домах которых жило 139 человек — семьи обслуживающие железнодорожную инфраструктуру (ныне с. Станция Бряндино).
В июле 1918 года на ст. Бряндино проходил упорный и ожесточенный бой частей Красной Армии с белогвардейцами и белочехами. 18 июля белочехи обходным манёвром овладели Мелекессом, после чего началось общее отступление Красной Армии к Симбирску. Но на пути к Симбирску, на ст. Бряндино, наступавшие белочехи более 3-х тысяч человек, встретили неожиданный для них удар красноармейских отрядов и 3-х бронепоездов, среди которых прославившийся в гражданскую войну бронепоезд «Свобода или смерть !» под командованием матроса А. В. Полупанова. Бой длился несколько часов и красноармейцам пришлось отступить в связи с численным превосходством белочехов. Один из бронепоездов Полупанова, созданный симбирскими железнодорожниками под командованием Болдеско был отрезан белочехами и команда его погибла в неравном бою. Оставшиеся части красноармейских отрядов отошли к Симбирску, задержать противника не удалось. А уже 22 июля 1918 года и Симбирск был отбит белогвардейцами. В этом бою на ст. Бряндино погибло около 100 человек, все похоронены в братской могиле, недалеко от железнодорожного полотна при ст. Бряндино, возможно похоронены в могиле как красноармейцы, так и белогвардейцы.
В 1921 году на месте братской могилы изначально был установлен деревянный памятник, а в 1958 году заменён на памятник из кирпича и бетона и обнесён железной оградой.
В 1950-е — 1960-е годы функционировала узкоколейная железная дорога «Лесозавод — станция Бряндино», построенная для доставки древесины, заготавливавшейся заключёнными ИТК-11.

## Деятельность
На станции осуществляются:
- Приём и выдача грузов повагонными и мелкими отправками, загружаемых целыми вагонами, только на подъездных путях и местах необщего пользования.
- Продажа билетов на все пассажирские поезда. Приём и выдача багажа не производятся.

## Пригородное следование по станции
По состоянию на февраль 2025 года через станцию курсируют следующие поезда пригородного следования (поезда дальнего следования на станции не курсируют):

### Круглогодичное движение пригородных поездов
| № поезда | Маршрут движения         | № поезда | Маршрут движения         |
| -------- | ------------------------ | -------- | ------------------------ |
| 6719     | Димитровград — Ульяновск | 6720     | Ульяновск — Димитровград |
| 7271     | Димитровград — Ульяновск | 7272     | Ульяновск — Димитровград |